# Río Guaviare
Der Río Guaviare (früher auch Guayare) ist ein Fluss im Südosten von Kolumbien. Er fließt mit dem oberen Orinoco (bis hier auch Río Parágua genannt) zusammen, den er an Länge (insgesamt rund 1760 km) und Wasserführung deutlich übertrifft. Der Río Guaviare ist damit hydrologisch der Hauptstrom des Orinoco-Systems.

## Verlauf und Naturraum
Der Río Guaviare führt seinen Namen ab dem Zusammenfluss zweier Quellflüsse, des Ariari und des etwas größeren Guayabero, die in der östlichen Kordillere der Anden ihre Quellen haben. Der Guayabero (früher auch Canicamare) hat eine Länge von rund 540 Kilometern, die folgende Flussstrecke als Guaviare hat eine Länge von rund 1220 Kilometern, von denen 630 km als schiffbar angegeben werden. Dabei nimmt die Wasserführung zu, von 1930 m³/s unterhalb der Einmündung des Ariari auf 7400 m³/s oder 8200 m³/s am Zusammenfluss mit dem Orinoco.
Mit seinem hellbraunen Wasser ist der Río Guaviare ein typischer Weißwasserfluss mit großer Sedimentfracht aus den Anden und den subandinen Ketten. Er fließt in seinem Oberlauf verästelt in breitem Schotterbett und im Unterlauf in großen Mäandern. Etwa in der Mitte seines Laufes schneidet der Fluss in vier epigenetischen Schluchten mit Stromschnellen (Raudal de Guacamayas) granitische Hügel an, in denen Gesteine des Guayana-Schildes die weite Schwemmlandebene durchragen. Als westlichster Vorposten des Berglandes von Guayana mit seinen Sandstein-Tafelbergen (Tepuis) gilt die Schichtstufe der Serranía de la Macarena, die die beiden Quellflüsse des Guaviare trennt. Sein mit einer Wasserführung von etwa 3000 m³/s bei weitem größter Nebenfluss, der an Katarakten reiche Río Inírida, entspringt ebenfalls am Fuße solcher Durchragungen. Er ist ein typischer Schwarzwasserfluss, ebenso wie der Río Atabapo, der ihm drei Kilometer vor der Mündung in den Orinoco von Süden zuströmt (rund 700 m³/s).
Der Guaviare bildet im Oberlauf die Grenze zwischen den Llanos und dem tropischen Regenwald des Amazonasbeckens. Die Fischfauna des Río Guaviare gilt als besonders artenreich.

## Kultur und Wirtschaft
Das Flussgebiet ist Siedlungsgebiet mehrerer indigener Völker wie den Guayabero, Tinigua, Sikuani, Nukak, Piapoco oder Puinave. Kontakte mit Europäern gab es ab dem 16. Jahrhundert durch Missionare, Conquistadoren und Goldsucher. Ab dem Ende des 19. Jahrhunderts griff der Kautschukboom auch auf den Río Guaviare über.
Im Bereich des Oberlaufes wird der Galeriewald durch Kulturland zunehmend verdrängt, auf dem vor allem Kakao angebaut wird, aber auch viele andere Kulturpflanzen der Tropen. Seit etwa 1980 ist auch der illegale Anbau von Koka bedeutend. In den letzten Jahren haben der Bevölkerungszuwachs und der Ausbau von Verkehrswegen zugenommen, besonders in der Umgebung der größten Stadt am Fluss, San José del Guaviare, mit Flugplatz und der einzigen Brücke über den Fluss.
Die wirtschaftliche Entwicklung leidet seit Anfang der 1990er Jahre unter den Konflikten zwischen der Guerilla-Organisation FARC und staatlichen wie auch paramilitärischen Einheiten. Bekannt geworden ist das Massaker von Mapiripán (östlich von San Jose del Guaviare) im Jahr 1997.